# يوليوس فلهاوزن
يوليوس ڤلهاوزن Julius Wellhausen (و. 17 مايو 1844- ت. 7 يناير 1918) باحث توراتي ومستشرق ألماني، وهو صاحب الفرضية الوثائقية.

## حياته
ولد في هاملن على ڤسر، وستفاليا. درس اللاهوت في جامعة گوتنگن على يد گيورگ هاينريش أوگست إڤالد، وبحلول عام 1870 أصبح خبيراً في تاريخ التوراة.

## مؤلفاته
ألف الكتاب الشهير «المملكة العربية وسقوطها»، 1902، الذي أثّر على الكتابة التاريخية العربية تأثيراً كبيراً في مسائل عدة. الأولى: اعتبار الصراع الأبرز في الدولة العربية الأولى صراعاً قومياً بين العرب والعجم، وتحديده للحقبة المبكرة أو العصر العربي للدولة الإسلامية ما بين 632 و750م، تاريخ سقوط الدولة الأموية. والأمر الثاني منهجي وهو استناده إلى تاريخ الطبري ونصوصه المنقولة عن مصادر أقدم، ويركز الكاتب على أهمية المسألة المنهجية. فتاريخ الطبري نشره دي گويه وزملاؤه وتلامذته في الثلث الأخير من القرن التاسع عشر، وقد اطلع فلهاوزن على بعض أجزاء النص مخطوط، لأنه استخدمه في دراسات سابقة. وكان المؤرخون من بين المستشرقين اعتادوا الرجوع إلى مصادر متأخرة مثل ابن الأثير وابن كثير لأنها عُرفت أولاً. لذلك كان مهماً من جانب ڤلهاوزن الاهتمام بقِدم المصدر ثم بتحليل تركيبه الكتابي. وحسب الباحث.
الكتاب : الخوارج والشيعة
من أشهر أعماله كتاب مقدمة لتاريخ إسرائيل (Prolegomena zur Geschichte Israels) والذي صاغ فيه فرضيته الشهيرة المعروفة بالفرضية الوثائقية التي تدعي أن التوراة (الكتب الخمسة الأولى من التناخ) إنما هي مجموعة نصوص من أربع مصادر مستقلة يعود تاريخ كتابتها لقرون بعد موسى.

## تقييم أساليب ڤلهاوزن في البحث في الدراسات الحديثة
يتهم البعض أساليب ڤلهاوزن بأن فيها عنصر معادي للسامية  ومعادي للكاثوليكية. ويعرب ڤلهاوزن بصراحة عن عدائه للأجزاء الكهنوتية (للحاخامات اليهود والرهبان الكاثوليكيين على حد السواء) في التوراة. وحين علم بفرضية كارل هاينريش گراف بوجود قانون موسوي كإضافة متأخرة إلى دين الأنبياء الروحاني الأصلي، فإن ڤلهاوزن كان مستعداً لقبول فرضية گراف «تقريباً قبل أن أستمع لأسبابه.» 

## مواقع خارجية
- يوليوس فلهاوزن على موقع الموسوعة البريطانية (الإنجليزية)

- مؤلفات Julius Wellhausen في مشروع غوتنبرغ
- مؤلفاته في أرشيف الإنترنت